# Абдурашид
Абдурашид (чечен. Iабдрашид-Отар)— село в Хасавюртовском районе Дагестана. Входит в состав Покровского сельсовета.

## География
Расположен к северо-востоку от районного центра города Хасавюрт.
Ближайшие населённые пункты: на северо-востоке — село Умаротар, на северо-западе — село Сиух, на юго-западе — сёла Бамматюрт и Кандаураул, на юго-востоке — сёла Умашаул и Батаюрт, на востоке — село Куруш, на западе — село Цияб-Ичичали.

## История
22 ноября 1928 года 4 сессией ЦИК ДАССР 6 созыва принимается новый проект районирования республики. На его основе было принято постановление о разукрупнении округов и районов и образовании 26 кантонов и 2 подкантонов. Хасавюртовский кантон был образован на части территории бывшего Хасавюртовского округа, переданного в состав ДАССР из Терской области в 1921 году. По новому районированию кантон состоял из 18 сельских советов, в том числе Бамматюртовский — Бамматюрт, Абдурашид, Адильотар, Зарият-отар, Кошай-отар, Манти-отар, Тутлар.

## Население
| 1914 | 1926 | 1939 | 1959 | 1970 | 1989 | 2002 |
| ---- | ---- | ---- | ---- | ---- | ---- | ---- |
| 122  | ↗123 | ↗276 | ↘159 | ↗535 | ↘447 | ↘317 |
| 2010 | 2021 |      |      |      |      |      |
| ↘316 | ↗323 |      |      |      |      |      |

Национальный состав
По данным Всесоюзной переписи населения 1926 года:
| № | Национальность | Численность, чел. | Доля |
| - | -------------- | ----------------- | ---- |
| 1 | чеченцы        | 98                | 85 % |
| 2 | кумыки         | 17                | 15 % |

По данным Всероссийской переписи населения 2021 года:
| №        | Национальность | Численность, чел. | Доля   |
| -------- | -------------- | ----------------- | ------ |
| 1        | чеченцы        | 199               | 61,6 % |
| 2        | аварцы         | 114               | 35,2 % |
| 3        | кумыки         | 8                 | 2,4 %  |
| 3.000001 | прочие         | 1                 | 0.3%   |
| 3.000002 | всего          | 323               | 100 %  |